# Brittany Brewer
Pour les articles homonymes, voir Brewer.
Brittany Brewer, née le 6 novembre 1997 à Abilene dans le Texas, est une joueuse américaine de basket-ball évoluant aux postes d'ailier fort et pivot.

## Biographie

### Carrière junior
Brittany Brewer a évolué au lycée de Wylie au Texas avant de rejoindre en 2016 l'université Texas Tech où elle a joué pendant quatre ans pour les Lady Raiders de Texas Tech (en).

### Carrière professionnelle
Brittany Brewer est sélectionnée en 17e position lors de la draft WNBA 2020 par le Dream d'Atlanta.
Elle fait ses débuts en WNBA le 30 juillet 2020 face aux Aces de Las Vegas en jouant 17 minutes pour 2 points et un rebond. Durant la saison WNBA 2020, elle ne dispute que 5 matchs. 
Elle dispute 4 matchs en Israël avec le Maccabi Haïfa pour des moyennes de 7,8 points et 7,3 rebonds durant la saison 2020-2021.
En février 2021, elle est coupée par Atlanta.
En avril 2021, elle s'engage en Belgique avec l'équipe des Liège Panthers pour la saison 2021-2022.
Elle dispute la saison 2022-2023 en Grèce avec l'AO Eleutheria Moshatou avec 24 matchs de championnat disputés pour des moyennes de 9,8 points et 8,1 rebonds et deux matchs d'EuroCoupe. A l'issue de la saison, elle est nommée dans l'Eurobasket.com Greek League All-Defensive Team et l'Eurobasket.com All-Greek League Third Team. En juillet 2023, elle rejoint l'Espagne et l'équipe d'Araski AES (en) pour la saison 2023-2024.
A l'issue de la saison, en avril 2024, elle rejoint les Halcones de Xalapa (en) au Mexique pour la saison 2024 du championnat mexicain.
En juillet 2024, après une saison 2023-2024 où elle a disputé 29 matchs de championnat pour des moyennes de 8,8 points et 4,7 rebonds, elle prolonge son contrat pour la saison 2024-2025 avec le club espagnol d'Araski AES.

### En équipe nationale
En 2019, elle participe aux Jeux Panaméricains à Lima avec l'équipe des États-Unis et remporte la médaille d'argent.

## Palmarès et Distinctions

### Palmarès
- 2019 :  Médaille d'argent aux Jeux Panaméricains.

### Distinctions personnelles
- Big 12 All-Freshman Team (2017)

- Academic All-Big 12 Rookie Team (2017)

- CoSIDA Academic All-District First Team (2018)

- Academic All-Big 12 First Team (2018)

- All-Big 12 Honorable Mention (2019)
- 2x Google Cloud CoSIDA Academic All-America First Team (2019, 2020)
- 2x Google Cloud CoSIDA Academic All-District First Team (2019, 2020)
- Academic All-Big 12 First Team (2019)

- Honorable Mention AP All-American (2020)
- Honorable Mention USBWA All-American (2020)
- Honorable Mention WBCA Coaches All-American (2020)
- Lisa Leslie Award (en) Top Five Finalist (2020)
- WBCA Coaches All-America Region 3 Finalist (2020)
- Naismith Defensive Player of the Year Semifinalist (2020)
- Naismith Player of the Year Preseason Watch List (2020)
- First Team All-Big 12 (2020)
- Silver medalist at Pan Am Games with USA Basketball (2020)
- CoSIDA Academic All-America Team Member of the Year (2020)
- First Team Academic All-Big 12 (2020)
- Eurobasket.com Greek League All-Defensive Team (2023)
- Eurobasket.com All-Greek League Third Team (2023)

## Statistiques

### En universitaire
| Gras/Meilleures performances | [ 12 ] |

| Saison                    | Équipe                     | MJ  | M5 | Min  | %T   | %3   | %LF  | Rb   | PD  | Int | Ctr | BP  | F   | Pts  |
| ------------------------- | -------------------------- | --- | -- | ---- | ---- | ---- | ---- | ---- | --- | --- | --- | --- | --- | ---- |
| 2016-2017                 | Lady Raiders de Texas Tech | 31  | 17 | 22,3 | 45,2 | 0    | 60,4 | 5,7  | 0,5 | 0,2 | 1,7 | 1,5 | 2,3 | 5,8  |
| 2017-2018                 | Lady Raiders de Texas Tech | 30  | 17 | 20,2 | 49,0 | 0    | 53,1 | 5,0  | 0,8 | 0,4 | 1,3 | 2,4 | 2,0 | 9,5  |
| 2018-2019                 | Lady Raiders de Texas Tech | 31  | 31 | 31,0 | 52,8 | 34,3 | 69,2 | 9,1  | 1,2 | 0,7 | 2,3 | 2,5 | 2,9 | 16,6 |
| 2019-2020                 | Lady Raiders de Texas Tech | 29  | 29 | 31,5 | 50,9 | 24,3 | 67,5 | 10,3 | 0,9 | 0,7 | 4,4 | 2,5 | 3,0 | 16,6 |
| Total : moyenne par match | Total : moyenne par match  |     |    | 26,2 | 49,5 | 14,6 | 62,5 | 7,5  | 0,7 | 0,5 | 2,4 | 2,2 | 2,5 | 12,1 |
| Totaux                    | Totaux                     | 121 | 94 | 3170 | 625  | 43   | 171  | 907  | 104 | 61  | 289 | 270 | 308 | 1464 |

### En WNBA
| Gras/Meilleures performances | [ 13 ] |

| Saison                    | Équipe                    | MJ | M5 | Min | %T   | %3 | %LF | Rb  | PD | Int | Ctr | BP  | F   | Pts |
| ------------------------- | ------------------------- | -- | -- | --- | ---- | -- | --- | --- | -- | --- | --- | --- | --- | --- |
| 2020                      | Dream d'Atlanta           | 5  | 0  | 6,6 | 66,7 | 0  | 0   | 1,0 | 0  | 0,6 | 0,8 | 0,4 | 0,8 | 0,8 |
| Total : moyenne par match | Total : moyenne par match |    |    | 6,6 | 66,7 | 0  | 0   | 1,0 | 0  | 0,6 | 0,8 | 0,4 | 0,8 | 0,8 |
| Totaux                    | Totaux                    | 5  | 0  | 33  | 2    | 0  | 0   | 5   | 0  | 3   | 4   | 2   | 4   | 4   |